# Фессалоніка
Фессалоніка (грец. Θεσσαλονίκη, 352 або 345 до н. е. — 295 до н. е.) — македонська принцеса, дочка македонського царя Філіппа ІІ Македонського та зведена сестра Александра Великого.

## Життєпис
Ім'я македонської принцеси походить від двох слів Фессалія та Нікі. Вона була названа так своїм батьком Філіппом ІІ Македонським після перемоги македонян та фессалійців у битві на Крокусовому полі за Фессалію із Фокеєю. Завдяки цій перемозі була здобута перемога у Третій Священній війні в цілому. Матір'ю Фессалоніки була дружина Філіппа Нікосіполіса, про долю якої майже нічого невідомо. Деякі дослідники припускають, що Фессалоніка виросла під наглядом Олімпіади Епірської, найзнатнішої за походженням та найвпливовішої дружини Філіппа і матері Александра Великого. Коли Александр вирушив завойовувати Азію, Фессалоніці виповнилося 8 років. Разом з Олімпіадою дівчинка жила якийсь час в Епірі. Вона досягла шлюбного віку напередодні смерті Александра, а в наступий період міжусобиць діадохів нікому було знайти їй чоловіка, гідного поріднитися з царською кров'ю.
Вперше ім'я Фессалоніки згадується 316 до н. е. серед осіб, які супроводжували царицю Македонії Олімпіаду, коли та переховувалась у фортеці Підні від військ діадоха Кассандра. Після тривалої облоги Олімпіада здалася і незабаром була страчена. Усі діадохи прагнули одружитись зі спадкоємицею македонського царського роду Аргеадів, проте Фессалоніку взяв у дружини Кассандр 310 до н. е., який тепер легітимно ставав новим правителем Македонії. Ще 315 до н. е. Кассандр назвав на честь своєї майбутньої дружини нове місто, засноване ним на узбережжі затоки Термаїком, довкола містечка Фермі, нині відоме як Салоніки.
Фессалоніки народила Кассандру 3 синів: Філіппа, Антипатра та Александра. Філіпп IV за старшинством зайняв престол Македонії після смерті Кассандра у 298 до н. е., але незабаром помер від хвороби. Між синами Антипатром та Александром зав'язалася боротьба за владу, і щоб позбавити впливової підтримки матері Александра V, Антипатр убив власну матір 295 до н. е., підозрюючи її в симпатії до молодшого сина. Обурення в народі від підлого вбивства було настільки великим, що Александр за підтримки Епірського царя Пірра вигнав вбивцю матері. Той втік до свого тестя, царя Фракії діадоха Лісімаха, однак посварився з ним і був страчений.